# Белая мечеть (Челябинск)
Белая мечеть (Ак-мечеть, Соборная мечеть № 129 г. Челябинска) — мечеть, расположенная в Центральном районе города Челябинска. Её строительство велось в период с 1890 по 1899 года. Находится по адресу улица Елькина, дом 16. Объект культурного наследия регионального значения.

## История
В период с 1863 по 1894 год количество мусульман в Челябинске выросло примерно в 5 раз. Произошло это за счёт увеличения числа татар и башкир, которые компактно проживали на Азиатской улице (ныне улица Елькина). Возникла необходимость назначения муллы и строительства мечети в городе. 30 марта 1883 года мусульмане избрали имамом М. М. Салимова, а 30 апреля 1884 года верующие подали ходатайство о разрешении строительства Соборной мечети. Челябинское полицейское управление объявило, что строительство не будет разрешено, пока губернскому правлению не будет предоставлен на рассмотрение план и пока мусульмане не добьются отведения земельного участка под строительство. Челябинский предприниматель Закир Галеев пожертвовал свой собственный участок на Азиатской улице под строительство мечети, которое началось в 1890 году, после получения разрешения от специальной комиссии, созданной Городской думой. В 1894—1896 годах верующие совершали молитвы во временно выстроенной деревянной мечети.
Строительство окончилось в 1899 году. Первым муэдзином был избран Исхак Хусаинов. Поблизости к мечети были постороены три здания для мектеба, в которых позднее расположилась медресе. В 1906 году при мечети была создана библиотека (ныне Библиотека башкирской и татарской литературы).
После Октябрьской революции мечеть была объявлена собственностью государства. Её передали во временное пользование зарегистрированной общине мусульман. Верующие пытались выстроить отношения с советской властью. В 1922 году была образована Челябинская губернская мусульманская комиссия помощи голодающим. 25 марта того же года ей был проведён благотворительный спектакль «Голод заставил». Имам-ахун Салимзян Урманов призвал собирать деньги на помощь голодающим. Была собрана значительная сумма денег. Однако в 1924 году Урманов был осужден на 4 года, так как он не уплатил налоги с полученных в виде закята денег. Ак-мечеть стала одним из центров антирелигиозной пропаганды в Челябинске. В 1928 году сложил свои обязанности мулла Исмаилов. Вопрос о закрытии мечети вставал всё чаще.
21 февраля 1930 года закрытие мечети было утверждено. Мусульманская община приняла решение о самороспуске. Здание было передано «клубу нацменов». Во времена Великой Отечественной войны в мечети располагались фонды Областного краеведческого музея и Библиотеки башкирской и татарской литературы. До середины 1980-х годов здание мечети использовалось под хозяйственные нужды. Оно не получало должного ухода, в результате этого были утеряны купол и некоторые части минарета. Однако затем здание передали Областному краеведческому музею, первозданный облик мечети был восстановлен. В нём планировалось разместить здание музея народов Южного Урала.
16 августа 1988 года горисполком ходатайствовал о регистрации мусульманской общины. Весной 1989 года здание мечети было возвращено мусульманам. Имамом мечети стал Бирдауи Загретдинов. В 2005 года главным имам-хатыбом мечети был избран Ринат-хазрат Раев.